# Фердинанд Зауербрух
Ернст Фердинанд Зауебрух (на немски: Ernst Ferdinand Sauerbruch) е германски хирург, университетски професор, държавен съветник и таен съветник. Един от най-важните и влиятелни хирурзи на XX век. Известен е като пионер на съвременната гръдна хирургия и с камерата с отрицателно налягане, разработена в Бреслау през 1904 г., както и разработването на изкуствена ръка.

## Биография
Роден е в Бармен (сега квартал на Вупертал), Германия. Учи медицина в Марбургския, Йенския и Лайпцигския университет. Завършва през 1901 г., а през 1902 г. защитава докторска степен при Хайнрих Куршман.
От 1903 г. практикува в Бреслау, където разработва „камерата на Зауербрух“. Следващата година демонстрира своето изобретение, като с помощта на камерата извършва операция при отворен гръден кош. Това изобретение е пробив в медицината на гръдния кош и позволява сърдечни и белодробни операции да се извършват при значително намален риск. По време на Първата световна война е хирург на бойното поле и там разработва няколко нови видове протези за крайници, които позволяват прости движения да се извършват с останалия мускул на пациента.
В периода 1918 – 1927 г. работи в университета в Мюнхен, където разработва хирургични техники и диети за лечение на туберкулоза. От 1928 до 1949 г. е началник на хирургичното отделение в клиника Шаритé в Берлин, постигайки международна слава с новаторските си операции. Благодарение на своя опит и изключителни умения той бързо придобива международна репутация и оперира много видни пациенти. В същото време е добре известен със своята безкомпромисна и страстна отдаденост на всички пациенти, независимо от техния социален, политически или етнически произход.
Преди Втората световна война е награден от правителството с Германската национална награда за изкуство и наука. Позицията му към нацисткото правителство все още е предмет на дебат. Той явно е в контакт с политическия елит, но никога не е бил член на Националсоциалистическата партия. Въпреки това подкрепя политическите ѝ цели и насърчава други учени да се присъединят към нея. През 1935 г. пруският министър-президент Гьоринг го назначава в Пруския държавен съвет и той остава негов член до края на нацисткия режим. Той беше пламенен националист, който искаше да отмени „унижението на Версай“ и желае да покаже страната си като напреднало и изтънчено общество. Въпреки че приема Германската национална награда (краткотрайна германска алтернатива на Нобеловата награда), се казва, че той също така публично говори за хора, които са били преследвани (напр. художника импресионист Макс Либерман). Част е от т. нар. Mittwochsgesellschaft, група от учени, която включва критични гласове. След 20 юли 1944 г. е арестуван и разпитван от Гестапо, защото синът му Петер е имал връзки с Клаус фон Щауфенберг.
През 1937 г. става член на Reichsforschungsrat (Райхски съвет за научни изследвания), който поддържа „изследователски проекти“ на СС, включително и експерименти върху затворници в концентрационните лагери. През 1942 г. става генерален хирург на армията. В средата на септември 1943 г. е награден с Кръст за военни заслуги с мечове. На 12 октомври 1945 г. той е обвинен от съюзниците, че е допринесъл за нацистката диктатура, но е оправдан поради липса на доказателства.
Зауербрух умира в Берлин на 75-годишна възраст. Преди смъртта си е с нарушено психично здраве и е уволнен от Шарите, защото продължава да извършва операции, нялои от тях с несигурни резултати. Негови колеги откриват лекарски грешки, но не успяват да го спрат поради славата му.

## Филми
Животът на Зауербрух е описан в немския филм от 1954 г. Sauerbruch – Das war mein Leben, който се основава на неговите мемоари Das war mein Leben (Това беше моят живот), въпреки че достоверността на тези мемоари (написани от журналиста Ханс Рудолф Берндорф) се оспорва от ученика на Зауербрух Рудолф Нисен.
Втората серия от немския тв сериал Charité at War описва работата на Шарите под ръководството на проф. Зауербрух по време на Втората световна война и въздействието на съвременния политически климат върху болничния персонал.